# Hasan Riza Pascha

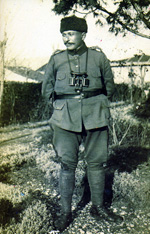
Hasan Riza Pascha

Hasan Riza Pascha (* 1871 in Bagdad, Vilâyet Bagdad; † 30. Januar 1913 in Skutari) war ein General der osmanischen Armee.
Riza Pascha war der Sohn des aus Kastamonu stammenden osmanischen Staatsmannes Mehmed Namık Pascha. Er trat 1892 in die Osmanische Militärakademie ein, die er am 13. März 1895 abschloss. Er setzte sein Studium 1899 bis 1900 im Deutschen Kaiserreich fort. Nachdem er 1901 bis 1911 im Irak gedient hatte, wurde er in den Rang eines Generals befördert und zum Vâli des Vilâyet Shkodra ernannt.
Während der Schlacht um Skutari im Jahr 1912 führte er das Oberkommando und wurde zum Symbol des Widerstandes gegen den montenegrinischen Einmarsch. Als Ausspruch ist dazu überliefert: 

„Skutari ist unser Schicksal oder unser Grab, jedoch nicht unsere Schande.“

Am 30. Januar 1913 wurde er von Osman Bali und Mehmet Kavaja erschossen, zwei Albanern, die Handlanger von Essad Pascha Toptani waren. In der Folge sollte Essad Pascha die Stadt den Montenegrinern übergeben.

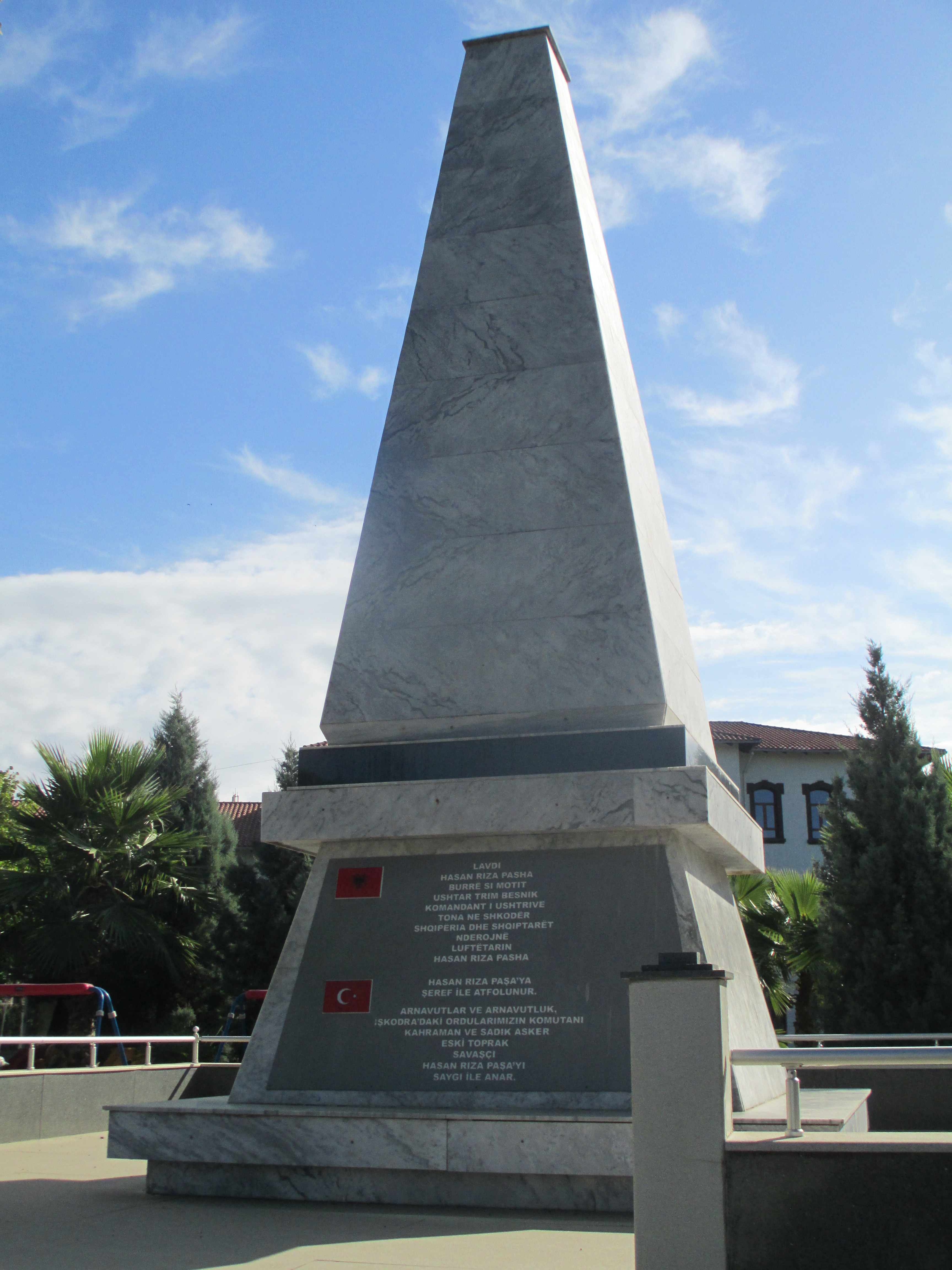
Denkmal in Shkodra

Hasan Riza Pascha wurde in Shkodra begraben. Ihm zu Ehren wurde ein Denkmal errichtet, und ein türkisch-albanisches Kollegium in Shkodra trägt noch heute seinen Namen. Posthum wurde er im August 1996 vom Präsidenten der Republik Albanien Sali Berisha mit dem Orden Tapferkeit Erster Klasse (albanisch Trimëri e Klasit të Parë) ausgezeichnet.